# آرثر هام
آرثر هام هو لاعب كرة مضرب وأحيائي كندي، ولد في 20 فبراير 1902، وتوفي في 6 سبتمبر 1992.